# Climocella maculata
Climocella maculata är en snäckart som först beskrevs av Suter 1890.  Climocella maculata ingår i släktet Climocella och familjen Charopidae. Inga underarter finns listade i Catalogue of Life.